# Unirea
Unirea (allemand : Wallendorf, hongrois : Aldorf, saxon transylvanien : Wualdraf) est un quartier de la ville de Bistrița en Transylvanie (Roumanie), ainsi que le nom d'un centre commercial à Bucarest.

## Histoire
La localité a été fondée vers 1150, vraisemblablement par des colons venus d'Europe occidentale. L'origine précise de ces colons n'a cependant pu être établie clairement. 
Dans leurs études, le professeur Karl Kurt Klein et le docteur Ernst Wagner établirent que le village de Unirea-Wallendorf avait été probablement fondé par des colons wallons. Leur venue est vraisemblablement intervenue dans le cadre de l'émigration de la diaspora allemande en ces régions, les pays wallons faisant à cette époque pour l'essentiel partie du Saint-Empire romain germanique. 
Situé à quelques kilomètres du centre de Bistrița et en en constituant désormais la banlieue nord, le village fut cependant une entité indépendante.

## Personnalité
- Ernst Wagner (* 1921 † 1996), historien